# Think Later
Think Later è il secondo album in studio della cantante canadese Tate McRae, pubblicato l'8 dicembre 2023 dalla RCA.
È stato riconosciuto col Juno Award all'album dell'anno e quello all'album pop dell'anno.

## Promozione
Tate Mcrae ha intrapreso il “Think Later World Tour” per promuovere l’omonimo album.
“run for the hills” è il singolo promozionale dell’album. 

## Tracce
1. Cut My Hair – 2:55 (Tate McRae, Ryan Tedder, Amy Allen, Jasper Harris, Grant Boutin)
2. Greedy – 2:12 (Tate McRae, Ryan Tedder, Amy Allen, Jasper Harris, Grant Boutin)
3. Run for the Hills – 2:23 (Tate McRae, Ryan Tedder, Amy Allen, Jasper Harris, Grant Boutin)
4. Hurt My Feelings – 2:02 (Tate McRae, Ryan Tedder, Amy Allen, Jasper Harris, Grant Boutin)
5. Grave – 3:14 (Tate McRae, Brittany Amaradio, Ido Zmishlany, Myles Avery, Luka Kloser)
6. Stay Done – 2:51 (Tate McRae, Ryan Tedder, Amy Allen, Andrew DeRoberts)
7. Exes – 2:39 (Tate McRae, Ryan Tedder, Tyler Spry)
8. We're Not Alike – 3:00 (Tate McRae, Brittany Amaradio, Rob Bisel)
9. Calgary – 2:20 (Tate McRae, Ido Zmishlany, Thomas LaRosa)
10. Messier – 3:57 (Tate McRae, Thomas LaRosa, Skyler Stonestreet)
11. Think Later – 2:13 (Tate McRae, Ryan Tedder, Amy Allen, Jasper Harris, Tyler Spry)
12. Giulty Coscience – 2:32 (Tate McRae, Ryan Tedder, Amy Allen, Ilya Salmanzadeh, Savan Kotecha, Myles Avery, Luka Kloser)
13. Want That Too – 3:10 (Tate McRae, Ryan Tedder, Amy Allen, Jasper Harris, Tyler Spry, Harry Charles)
14. Plastic Palm Trees – 2:52 (Tate McRae, Greg Kurstin, Sarah Aarons, Tyler Spry)

## Classifiche

### Classifiche settimanali
| Classifica (2023-24) | Posizione massima |
| -------------------- | ----------------- |
| Australia            | 2                 |
| Austria              | 13                |
| Belgio (Fiandre)     | 5                 |
| Belgio (Vallonia)    | 44                |
| Canada               | 3                 |
| Danimarca            | 10                |
| Finlandia            | 12                |
| Francia              | 41                |
| Germania             | 33                |
| Irlanda              | 6                 |
| Islanda              | 33                |
| Italia               | 51                |
| Lettonia             | 1                 |
| Lituania             | 11                |
| Norvegia             | 3                 |
| Nuova Zelanda        | 4                 |
| Paesi Bassi          | 6                 |
| Polonia              | 22                |
| Portogallo           | 44                |
| Regno Unito          | 5                 |
| Spagna               | 21                |
| Stati Uniti          | 4                 |
| Svezia               | 4                 |
| Svizzera             | 8                 |
| Ungheria             | 20                |

### Classifiche di fine anno
| Classifica (2024) | Posizione |
| ----------------- | --------- |
| Polonia           | 95        |
| Portogallo        | 121       |